# 義田
義田是指中國古代士紳為赡养族人所置的田产。属于族田之一。
義田一辭最早源自《越绝书》：“富中大塘者，勾践治以为义田；为肥饶，谓之富中 。”恽敬《沙陇胡氏学田记》：“后世君子私田之公於族者曰义田，义田之给於士者曰学田。”
宋朝宗族觀念日強，官宦士紳多喜置義田，使族人能養生送死，能男婚女嫁，范仲淹即廣置義田，钱公辅《义田记》稱：“范文正公方贵显时，置负郭常稔之田千亩，号曰义田，以养济羣族之人。”還有休寧東閣許文蔚買田百畝，作為義莊。元代黟縣人黃真元曾購買六百三十餘畝，供黃村黃氏宗祠為祭田或義田。明代有祁門胡天祿、胡徵獻購田三百三十畝，以提供胡氏宗祠所用。

## 研究書目
- 田尚權：《中國近代社會經濟史研究——義田地主和生產關係》（北京：中國社會科學出版社，1997）。
- 清水盛光著，宋念慈譯：《中國族產制度考》（臺北：中華文化出版事業委員會，1956）。